# Elaine Hinnegan
Elaine Hinnegan, née le 24 février 1954 à Chatham-Kent, est une joueuse professionnelle de squash représentant le Canada.

## Biographie
Elle est d'abord une athlète polyvalente pratiquant le basket-ball et le hockey sur gazon. 
En 1976, lors de sa dernière année à l'université de Lakehead, elle abandonne le basket-ball pour se concentrer sur ses études et se met au squash. Elle est rapidement sélectionnée pour l'équipe du Canada féminine de squash qui s'entraînait les week-ends à Toronto. Elle participe à deux championnats du monde en 1979 et 1981.
Grâce à la profession de son mari, Elaine a vécu dans de nombreux pays à travers le monde, jouant au squash en compétition et comme enseignante.

## Palmarès

### Finales
- Championnats du Canada : 3 finales (1982-1984)